# جيولوجية بلوتو

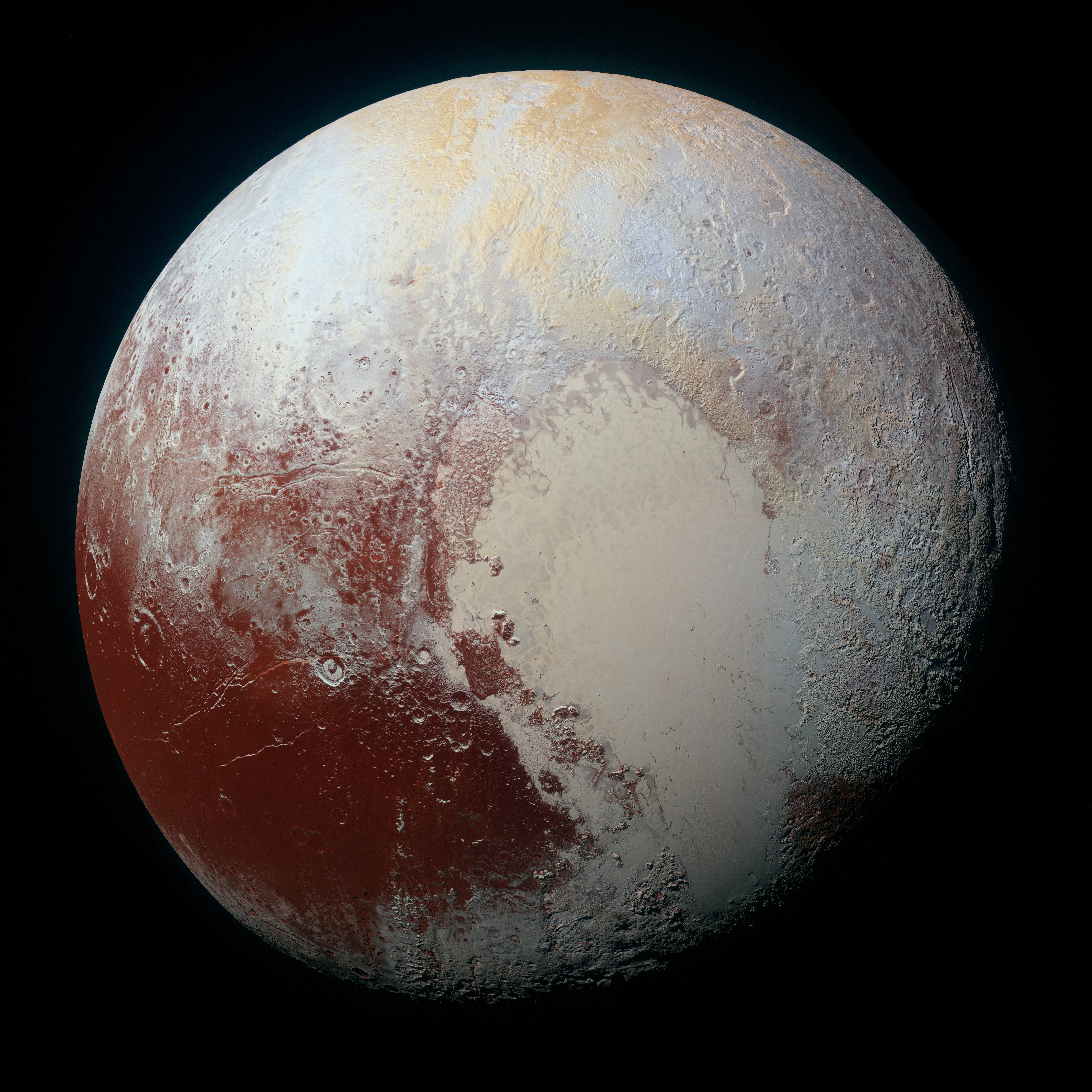

جيولوجية بلوتو يمتلك كوكب بلوتو جيولوجية ذات خصائص سطح وقشرة ولُب مميزة. وبسبب بُعده عن الأرض، تُعد دراسته بشكل مفصل صعبة. ولهذا بقيت عدة تفاصيل مجهولة عن هذا الكوكب لغاية 14 تموز 2015، حيث اخترق المسبار الفضائي نيو هورايزونز النظام الخاص ببلوتو وبدأ بإعادة بث البيانات إلى الأرض. عندها تم اكتشاف التنوع الجيولوجي الجدير بالملاحظة الذي يمتلكه كوكب بلوتو، حيث يصرّح Jeff Moore أحد أعضاء فريق نيو هورايزونز أن هذا التنوع «لا يقل تعقيداً عن الخاص بالمريخ». كما استُقبل بث بيانات بلوتو الأخير الصادر عن نيو هورايزونز في 25 تشرين الأول 2016.

## السطح
يتألف أكثر من 98% من سطح بلوتو من النيتروجين الصلب مع بقايا الميثان وأول أكسيد الكربون. حيث تحتوي الجهة المقابلة للقمر شارون أكثر على الميثان الصلب، بينما تحتوي الجهة الأخرى على النيتروجين وأول أكسيد الكربون الصلب بشكل أكبر. كما يُعتقد أن توزع العناصر الكيميائية ذات درجة ذوبان تفوق 100 كلفن volatiles /ices، مُرتهن بالفصل من السنة ومُتأثر بالأشعة الشمسية الساقطة والطبوغرافية أكثر من التفاعلات الباطنية.
تدل الخرائط الناتجة عن الصور المُلتقطة بواسطة مرصد هابل الفضائي، إلى جانب المنحنى الضوئي الخاص ببلوتو والتقلبات الدورية وأطياف أشعتها ما تحت الحمراء على أن سطح بلوتو ثري بالتنوع، بوجود اختلافات شاسعة في السطوع واللون، مع معدلات عكس للأشعة تتراوح بين 0.49 و 0.66. إذ يُعد بلوتو أحد الأجرام الأكثر تبايناً في المجموعة الشمسية، بتباين مماثل للذي يمتاز به القمر إيابيتوس الخاص بكوكب زُحل. فاللون يتفاوت ما بين الرمادي والبرتقالي الداكن والأبيض. أن لون بلوتو أشبه بلون آيو (قمر) الخاص بكوكب المشتري، ولكنه أقرب قليلاً للبرتقالي، وأقل احمراراً من المريخ بشكل ملحوظ. اكتشف نيو هورايزونز أن عمر سطح بلوتو متباين أيضاً، بأسطح جبلية قديمة ومظلمة (مثل كثولو)، متواجدة إلى جانب حوض سبوتنك الساطع والمسطح والخالي من الفوهات، بالإضافة إلى العديد من الأسطح ذات العمر واللون المتوسطَين.
أن لون بلوتو قد تغير بين العامين 1994 و 2003، حيث ازداد سطوع المنطقة القطبية الشمالية بينما ازدادت ظُلمة المنتصف الجنوبي. كما ازدادت الحُمرة الإجمالية للكوكب بشكل كبير بين العامين 2000 و 2002. فمن المرجح، أن هذه التغيرات المفاجئة تعلقت بالتكاثف والتسامي الفصلي لجزيئات الغلاف الجوي الخاص بالكوكب، والزائدة بفعل الميل المحوري الحاد و الانحراف المداري الكبير لبلوتو.

## البنية الداخلية
تُقدّر كثافة بلوتو ب 1.87 غ/سم³. ويعتقد العلماء أن البُنية الداخلية لبلوتو يمكن تمييزها، لأن تحلل العناصر المُشعة قد يؤدي في النهاية إلى تسخين الجليديات لدرجة كافية لفصل الصخور عنهم، إذ يستقر الجسم الصخري كنواة كثيفة مُحاطة بستار من الماء المتجمد. كما يُقدّر طول قطر النواة بما يقارب 1700 كم، أي 70% من قطر بلوتو. ومن المحتمل أن هذا التسخين مستمر لليوم، مُحدثاً طبقة مُحيطية باطنية من الماء السائل والأمونيا بسُمك من 100 إلى 180 كم على الحد الفاصل بين النواة والستار. إذ أظهرت دراسات مبنية على صور نيو هورايزونز لبلوتو عدم وجود إشارات انكماش (حيث يُتوقع حدوث هذا الأمر، إذا تجمد كل الماء الجوفي لبلوتو وتحوّل لتكوين جليدي يُدعى ice II). كما تدل على أن باطن الكوكب ما زال في توسع، نتيجةً للمحيط الذي في الداخل، وهو أول دليل واقعي على بقاء باطن بلوتو في الحالة السائلة. ويُعتقد امتلاك بلوتو لقشرة سميكة من الماء المتجمد، استناداً إلى مقدار الصدوع الخاصة والافتقار لنتوء القشرة الموضعي. حيث تُستثار التكتونية النشطة سابقاً بواسطة اتجاهات الصدوع، إلا أن آليتها تبقى مجهولة.